# Bandogyi

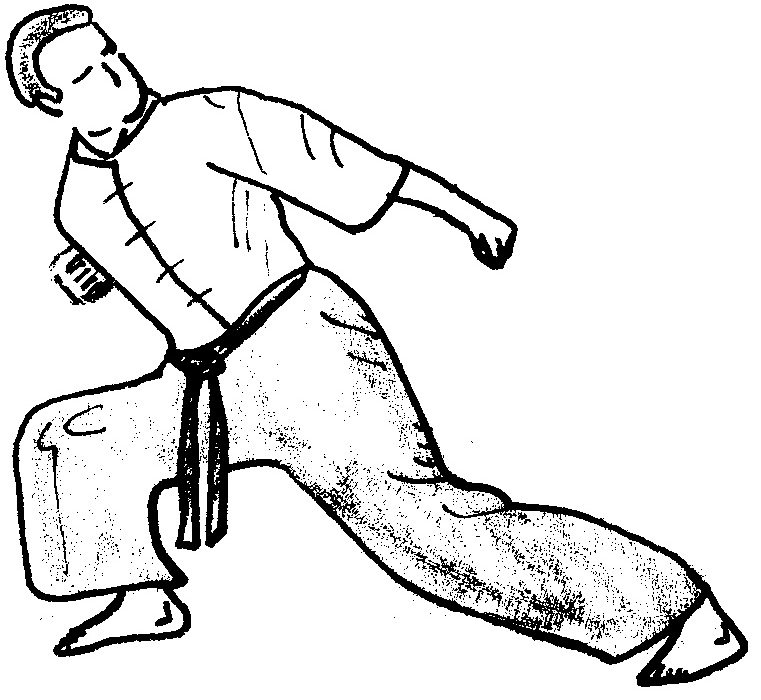
Forme du point.

Bandogyi est un néologisme utilisé en France depuis les années 1980, pour désigner la tenue d’entraînement pour la pratique du thaing (bando), dont la couleur varie suivant les styles. Elle se compose d’un pantalon large la plupart du temps sombre, et d’une veste plus claire (eingyi) fermée par des brandebourgs. Celle-ci doit être large, s’arrêter aux hanches et recouvrir une partie des avant-bras, le col est de type « Mao ». Cette veste est souvent remplacée à l’entraînement par un tee-shirt. Sur le pantalon, est portée une ceinture, solide pour permettre de bonnes saisies, dont la couleur indique le grade du bandoïste et attachée par un nœud plat. Elle est noire pour les titulaires d’un degré fédéral. 

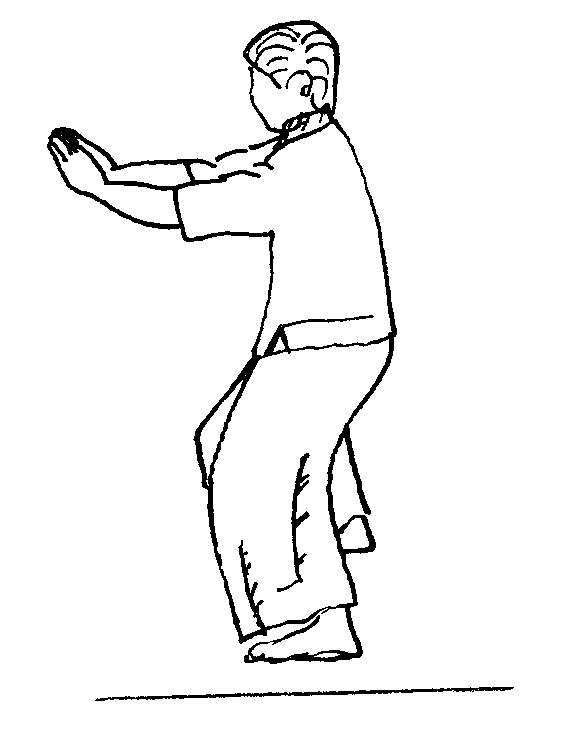
Forme animale (Aigle)

Par contre, les experts portent un sash, écharpe en tissu léger, noué habituellement du côté droit. On pratique en chaussons d’arts martiaux le plus souvent et pieds nus pour certaines disciplines de compétition.